# Đồng bộ hóa Firefox
Đồng bộ hóa Firefox (tiếng Anh: Firefox Sync), ban đầu có tên Mozilla Weave, là một tính năng đồng bộ hóa trình duyệt cho các trình duyệt Firefox. Nó cho phép người dùng đồng bộ hóa một phần dấu trang, lịch sử, tùy chọn, mật khẩu, biểu mẫu đã điền, tiện ích và các thẻ đang mở trên nhiều máy tính. Tính năng này được bao gồm trong trình duyệt Firefox trên máy tính để bàn, Firefox cho iOS và Firefox cho Android.
Nó giữ dữ liệu người dùng trên các máy chủ Mozilla, nhưng theo Mozilla, dữ liệu được mã hóa theo cách mà không bên thứ ba nào, kể cả Mozilla, có thể truy cập thông tin người dùng. Người dùng cũng có thể lưu trữ các máy chủ Đồng bộ hóa Firefox của riêng họ, hoặc thực tế, cho bất kỳ thực thể nào làm như vậy.
Đồng bộ hóa Firefox ban đầu là một tiện ích cho Mozilla Firefox 3.x và SeaMonkey 2.0, nhưng nó đã là tính năng tích hợp sẵn kể từ Firefox 4.0 và SeaMonkey 2.1.
Đồng bộ hóa Firefox được xây dựng dựa trên Tài khoản Firefox kể từ Firefox 29 và do đó Firefox 29 trở lên không thể đồng bộ hóa với Firefox 28 trở về trước.

## Firefox Home
Firefox Home là một ứng dụng đồng hành cho iPhone và iPod Touch dựa trên công nghệ Đồng bộ hóa Firefox. Nó cho phép người dùng thiết bị truy cập vào lịch sử duyệt web, dấu trang và các thẻ gần đây trên Firefox của họ. Nó cũng bao gồm thanh vị trí "Awesomebar" của Firefox. Firefox Home không phải là một trình duyệt; ứng dụng khởi chạy các trang trong trình xem Webkit Web hoặc trong Safari. Mozilla đã rút Firefox Home khỏi App Store vào tháng 9 năm 2012, cho biết họ sẽ tập trung nguồn lực vào các dự án khác. Công ty sau đó đã phát hành mã nguồn của phần mềm đồng bộ hoá nền tảng của Firefox Home.
Tháng 12 năm 2014, Mozilla tuyên bố họ đang thiết kế một phiên bản Firefox cho iOS. Do các chính sách đánh giá ứng dụng của Apple, Firefox sẽ phải sử dụng nền tảng kết xuất dựa trên iOS WebKit tích hợp sẵn thay vì Gecko. Trình duyệt này sẽ có thể đồng bộ hóa lịch sử duyệt web, dấu trang và các tab gần đây của Firefox.

## Máy chủ đồng bộ hóa
Mozilla cũng cung cấp một ứng dụng máy chủ đồng bộ hóa để sử dụng với Đồng bộ hóa Firefox, cho người dùng và doanh nghiệp muốn lưu trữ dữ liệu đồng bộ hóa của riêng họ.